# Jim Farmer
James Hubert Farmer III, detto Jim (Dothan, 23 settembre 1964), è un ex cestista e allenatore di pallacanestro statunitense, professionista nella NBA e in Italia.

## Carriera
È stato selezionato dai Dallas Mavericks al primo giro del Draft NBA 1987 (20ª scelta assoluta).
Con gli Stati Uniti ha disputato i Campionati americani del 1997.